# Martín Montoya
Martín Montoya Torralbo (Barcelona, 14 april 1991) is een Spaans voetballer die doorgaans als verdediger speelt. Hij tekende in augustus 2018 een contract tot medio 2022 bij Brighton & Hove Albion, dat hem overnam van Valencia CF.

## Clubcarrière
Montoya kwam in 2000 van CF Gavà naar de jeugdopleiding van FC Barcelona. In het seizoen 2007/2008 speelde hij voor de Juvenil A, het hoogste jeugdelftal van FC Barcelona, waarmee hij de finale van de Copa del Rey Juvenil haalde. Sevilla FC was hierin met 2-0 te sterk. In het seizoen 2008/2009 speelde Montoya afwisselend voor de Juvenil A en Barça Atlètic, het tweede elftal van FC Barcelona. Op 9 september 2008 speelde hij in de Copa de Catalunya tegen UE Sant Andreu zijn eerste wedstrijd voor het eerste elftal van FC Barcelona. Met de Juvenil A won hij in 2009 de regionale groep van de División de Honor en de Copa de Campeones. In het seizoen 2010/2011 was Montoya een vaste waarde in het tweede elftal. Hij speelde op 26 februari 2011 zijn eerste wedstrijd voor het eerste team Primera División, tegen RCD Mallorca. In 2012 werd Montoya officieel overgeheveld naar het eerste elftal van FC Barcelona.
FC Barcelona verhuurde Montoya gedurende het seizoen 2015/16 aan Internazionale. Dat bedong daarbij een optie tot koop, maar stuurde hem na een half jaar terug naar Spanje. Daarna speelde hij het restant van het seizoen op huurbasis bvoor Real Betis. Montoya en FC Barcelona ontbonden op 1 augustus 2016 in overleg zijn contract. Later die dag tekende hij tot medio 2020 bij Valencia CF.

## Clubstatistieken
| Seizoen  | Club                   | Competitie                 | Competitie | Competitie | Beker | Beker | Supercup | Supercup | Europa | Europa | Totaal | Totaal |
| Seizoen  | Club                   | Competitie                 | Wed.       | Dlp.       | Wed.  | Dlp.  | Wed.     | Dlp.     | Wed.   | Dlp.   | Wed.   | Dlp.   |
| -------- | ---------------------- | -------------------------- | ---------- | ---------- | ----- | ----- | -------- | -------- | ------ | ------ | ------ | ------ |
| 2008/09  | Barça Atlètic          | Segunda División B Grupo 3 | 1          | 0          | 0     | 0     | —        | —        | —      | —      | 1      | 0      |
| 2009/10  | Barça Atlètic          | Segunda División B Grupo 3 | 23         | 0          | 0     | 0     | —        | —        | —      | —      | 23     | 0      |
| 2010/11  | Barça Atlètic          | Segunda División A         | 30         | 0          | 0     | 0     | —        | —        | —      | —      | 30     | 0      |
| 2010/11  | FC Barcelona           | Primera División           | 2          | 0          | 0     | 0     | 0        | 0        | 0      | 0      | 2      | 0      |
| 2011/12  | Barça Atlètic          | Segunda División A         | 21         | 0          | 0     | 0     | —        | —        | —      | —      | 21     | 0      |
| 2011/12  | FC Barcelona           | Primera División           | 7          | 0          | 2     | 0     | 0        | 0        | 1      | 1      | 10     | 1      |
| 2012/13  | FC Barcelona           | Primera División           | 15         | 1          | 5     | 0     | 1        | 0        | 3      | 0      | 24     | 1      |
| 2013/14  | FC Barcelona           | Primera División           | 13         | 0          | 4     | 0     | 0        | 0        | 2      | 0      | 19     | 0      |
| 2014/15  | FC Barcelona           | Primera División           | 8          | 0          | 3     | 0     | 0        | 0        | 1      | 0      | 12     | 0      |
| 2015/16  | → Internazionale       | Serie A                    | 3          | 0          | 1     | 0     | 0        | 0        | 0      | 0      | 4      | 0      |
| 2015/16  | → Real Betis           | Primera División           | 13         | 0          | 0     | 0     | 0        | 0        | 0      | 0      | 13     | 0      |
| 2016/17  | Valencia CF            | Primera División           | 29         | 2          | 2     | 0     | 0        | 0        | 0      | 0      | 31     | 2      |
| 2017/18  | Valencia CF            | Primera División           | 25         | 0          | 6     | 0     | 0        | 0        | 0      | 0      | 31     | 0      |
| 2018/19  | Brighton & Hove Albion | Premier League             | 25         | 0          | 4     | 0     | 0        | 0        | —      | —      | 29     | 0      |
| 2019/20  | Brighton & Hove Albion | Premier League             | 27         | 0          | 0     | 0     | 0        | 0        | —      | —      | 27     | 0      |
| 2020/21  | Real Betis             | Primera División           | 5          | 0          | 3     | 0     | 0        | 0        | —      | —      | 8      | 0      |
| 2021/22  | Real Betis             | Primera División           | 6          | 0          | 0     | 0     | 0        | 0        | 4      | 0      | 10     | 0      |
| Carrière | Carrière               | Carrière                   | 253        | 3          | 30    | 0     | 1        | 0        | 11     | 1      | 295    | 4      |

## Interlandcarrière
In mei 2008 behoorde Montoya tot de Spaanse selectie die het Europees kampioenschap Onder-17 in Turkije won. In juli 2010 nam hij deel aan het EK onder-19 in Frankrijk. In juni 2011 werd Montoya met Spanje Europees kampioen op het EK onder-21. Montoya nam met het Spaans olympisch voetbalelftal onder leiding van bondscoach Luis Milla deel aan de Olympische Spelen van 2012 in Londen.

## Erelijst
| Competitie                |              |                           |              |              |
| Competitie                | Aantal       | Jaren                     |              |              |
| FC Barcelona              | FC Barcelona | FC Barcelona              | FC Barcelona | FC Barcelona |
| ------------------------- | ------------ | ------------------------- | ------------ | ------------ |
| UEFA Champions League     | 1x           | 2014/15                   |              |              |
| Kampioen Primera División | 3x           | 2010/11, 2012/13, 2014/15 |              |              |
| Copa del Rey              | 2x           | 2011/12, 2014/15          |              |              |
| Supercopa                 | 1x           | 2013                      |              |              |
| Spanje –21                |              |                           |              |              |
| Europees kampioen –21     | 2x           | 2011, 2013                |              |              |